# Vsakdanji valček
Vsakdanji valček (rusko Случайный вальс) je sovjetski romantično-dramski film iz leta 1990, ki ga je režirala Svetlana Proskurina po scenariju Pavla Finna. V glavnih vlogah nastopajo Ala Sokolova, Aleksej Serebrjakov in Tatjana Bondariova. Zgodba prikazuje življenje starejše dive Tatjane Prokofjevne (Sokolova), ki je dolgočasno in prazno. Za izhod iz zaspanosti vsakdana išče romantične zveze z mlajšimi moškimi v težavah, ki jih ponudi zatočišče in pomoč pri reševanju njihovih težav. Eden njenih nekdanjih fantov se poroči z mlajšo žensko, Tatjana pa je primorana skrivati svojo osamljenost zaradi vloge hostese.
Premierno je bil prikazan septembra 1990 in osvojil je glavno nagrado zlati leopard za najboljši film na Mednarodnem filmskem festivalu Locarno. Film prikazuje like in njihova razmerja v tipičnem okolju ruske tranzicije konec 1980-ih let, ko družba še ni zapadla v divji kapitalizem in odsotnost odnosov, prikazanih v Proskurinih kasnejših filmih.

## Vloge
- Ala Sokolova kot Tatjana Prokofjevna
- Aleksej Serebrjakov kot Sergej
- Tatjana Bondariova kot Nadja
- Sergej Parapanov kotGena
- Viktor Proskurin kot Viktor Stepanovič
- Vera Bikova
- Irina Piarson
- Jurij Gorin kot Jurij
- Tatjana Rasskazova kot Ana
- Irina Osnovina
- Galina Bokačevska kot Lena